# Cω
cω是一種尚在研究中的程序设计语言，專門應用於平行運算的編程語言。這種語言由微軟研究院開發。
根據微軟研究所，Cω是一種用作擴充C#的試驗性的語言，內裏包括新建的關聯性和準結構性的資料存取，與及異步並發計算。Cω主要在兩大範圍上擴充C#：
- 一種針對「非同步式寬域同作」（asynchronous wide-area concurrency）的控制流程延伸（如 Polyphonic C#）。
- 一種針對 XML 和表格處理（table manipulation）的資料型別延伸（如著名的 Xen 和 X#）。

2004年10月28日在compiler preview首度公開發表。

## 外部連結
- Cω在微軟研究所的簡介（页面存档备份，存于）